# Cassidinopsis admirabilis
Cassidinopsis admirabilis är en kräftdjursart som beskrevs av Hurley och Jansen 1977. Cassidinopsis admirabilis ingår i släktet Cassidinopsis och familjen klotkräftor.
Artens utbredningsområde är havet kring Nya Zeeland. Inga underarter finns listade i Catalogue of Life.